# 山岸芽生
山岸 芽生（やまぎし めい、1999年8月18日 - ）は、日本の女優、モデル。
埼玉県出身。幸福の科学母体のARI Production所属。

## 経歴・人物
1999年8月埼玉県で出生後、県内の公立小学・中学・高校を卒業。
2020年映画作品『夢判断、そして恐怖体験へ』のオーディションによってヒロイン役に抜擢され2021年に報道される。
2023年の続編映画『レット・イット・ビー 〜怖いものは、やはり怖い〜』（夢判断、そして恐怖体験へ2）にも出演し報道される。
特技は、絵を描くこと、バレエ、ピアノ、習字、硬筆習字、マッサージなど。趣味は、映画鑑賞、ゲーム、アニメなど。

## 出演

### 映画
- 心霊喫茶「エクストラ」の秘密-The Real Exorcist-（2020年5月、小田正鏡監督、日活） - リサ 役
- 夜明けを信じて。（2020年10月、赤羽博監督、日活） - 役
- 美しき誘惑-現代の「画皮」-（2021年5月、赤羽博監督、日活） -  役
- 夢判断、そして恐怖体験へ（2021年8月、奥津貴之監督） - ヒロイン 上野葵 役
- 呪い返し師—塩子誕生（2022年10月、赤羽博監督、日活） - 水野香菜 役
- レット・イット・ビー 〜怖いものは、やはり怖い〜（夢判断、そして恐怖体験へ2）（2023年5月12日、奥津貴之監督） - 主役 上野葵 役

### 舞台
- GO,JET!GO!GO! ZERO（2019年、エアースタジオ） - 美月 役
- GO,JET!GO!GO! vol.3（2019年、エアースタジオ） - メグ 役
- 十二人の怒れる人々（2021年、エアースタジオ）陪審員4号 役

### CM・広告
- NewDays［Web］（2019年、NewDays）学生 役
- シャトレーゼ 特設サイトモデル［Web］（2021年、シャトレーゼ）

## 書籍・雑誌 掲載
- ARE YOU HAPPY? 2021年9月号（幸福の科学出版） - 【表紙】&グラビア写真掲載、インタビュー[6]
- ARE YOU HAPPY? 2023年6月号（幸福の科学出版）

## インタビュー記事
- 『夕刊フジ』2023年5月11日

山岸の「役柄・役作り」での感想コメントを掲載。